# Kontext (Zeitschrift)
Kontext ist die Zeitschrift der im Jahr 2000 gegründeten Deutschen Gesellschaft für Systemische Therapie, Beratung und Familientherapie (DGSF). Die Zeitschrift vereint wissenschaftliche Forschungsbeiträge und praxisbezogene Arbeiten. Zudem dient sie als Infobörse für berufspolitische Nachrichten und Rezensionen.
Herausgeber sind Stefan Beher, Barbara Bräutigam, Markus Haun und Barbara Kuchler. Die Zeitschrift erscheint vierteljährlich im Verlag Vandenhoeck & Ruprecht in Göttingen.